# Cerkiew Wszystkich Świętych w Suwałkach
Cerkiew pod wezwaniem Wszystkich Świętych – prawosławna cerkiew parafialna w Suwałkach. Należy do dekanatu Sokółka diecezji białostocko-gdańskiej Polskiego Autokefalicznego Kościoła Prawosławnego.

## Położenie
Cerkiew mieści się na cmentarzu prawosławnym, przy ulicy Zarzecze.

## Historia
Świątynia została wybudowana w latach 1891–1892. Wyświęcono ją 8 września 1892. Początkowo pełniła funkcję kaplicy cmentarnej, w której odprawiano nabożeństwa żałobne. Od 1940 r. jest świątynią parafialną. Po II wojnie światowej kilkakrotnie okradana. Remontowana w latach 1976–1979.
8 września 2012 r. w cerkwi obchodzono uroczystość 120. rocznicy wyświęcenia świątyni.
W 2013 r. – przy wsparciu Urzędu Marszałkowskiego Województwa Podlaskiego – rozpoczęto kolejny remont cerkwi. Do października 2014 r. wymieniono oszalowanie wieży, pokrycie części dachów oraz kopułę.
Cerkiew wpisano do rejestru zabytków 12 maja 2003 r. pod nr A-57.

## Architektura
Budowla drewniana, w stylu rosyjskim, konstrukcji zrębowej, oszalowana, na planie krzyża greckiego z dostawionym przedsionkiem. Ramiona boczne i prezbiterium zamknięte prostokątnie. Na przecięciu ramion krzyża wysoka, czworoboczna wieżyczka kryta blaszanym ostrosłupowym dachem namiotowym, zwieńczona cebulastą kopułką i krzyżem. Nad wejściem niewielka słupowa dzwonnica w formie dwóch belek nakrytych dwuspadowym daszkiem. Wnętrze kryte płaskim stropem, który na przecięciu ramion krzyża uniesiony jest do góry tworząc pozorną kopułę. W kopule jednobarwna olejna polichromia przedstawiająca Chrystusa Pantokratora i czterech Ewangelistów. Wewnątrz świątyni skromny, jednorzędowy ikonostas ozdobiony ikonami w stylu akademickim.

## Galeria

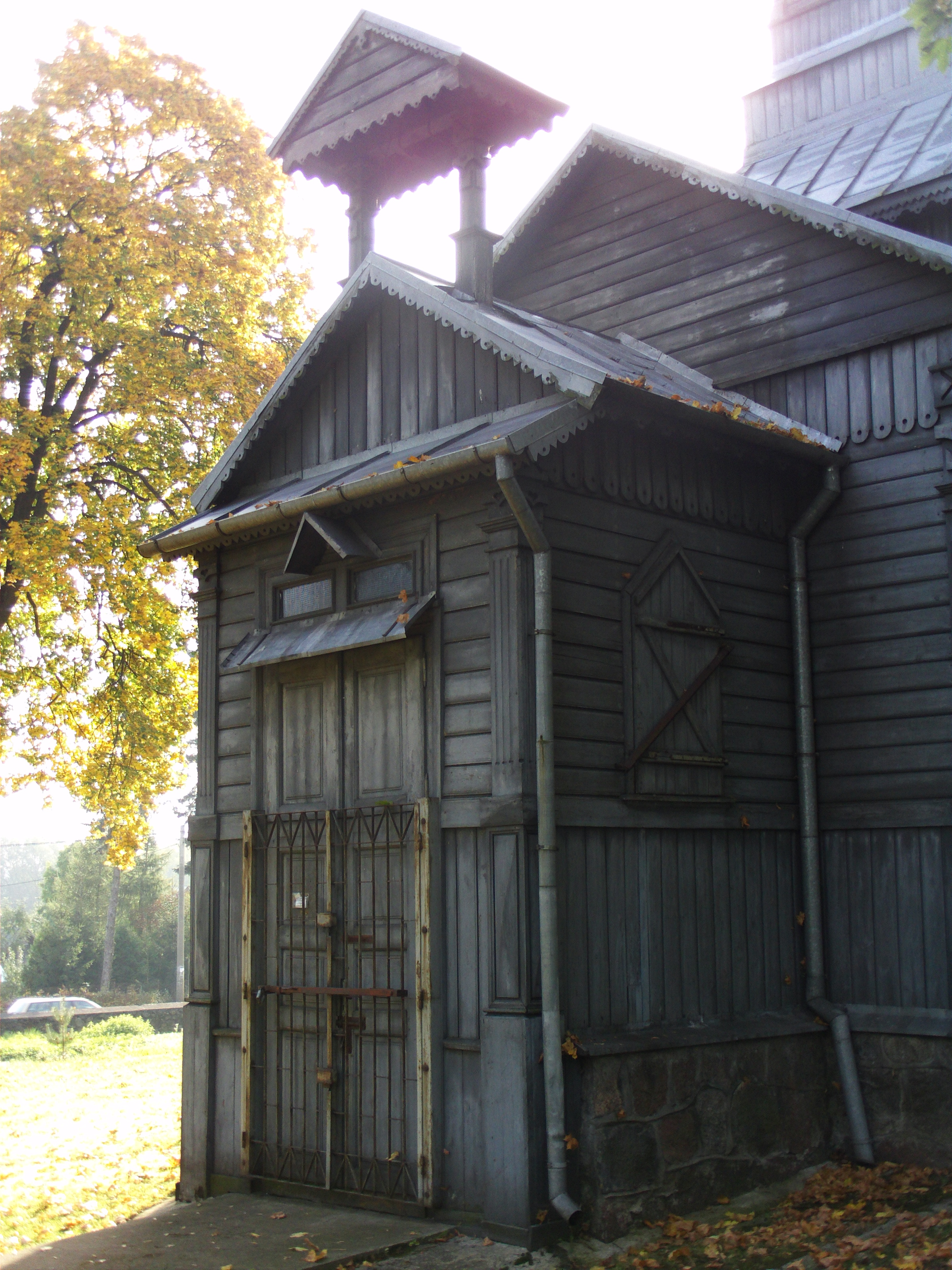
Przedsionekz dzwonnicą
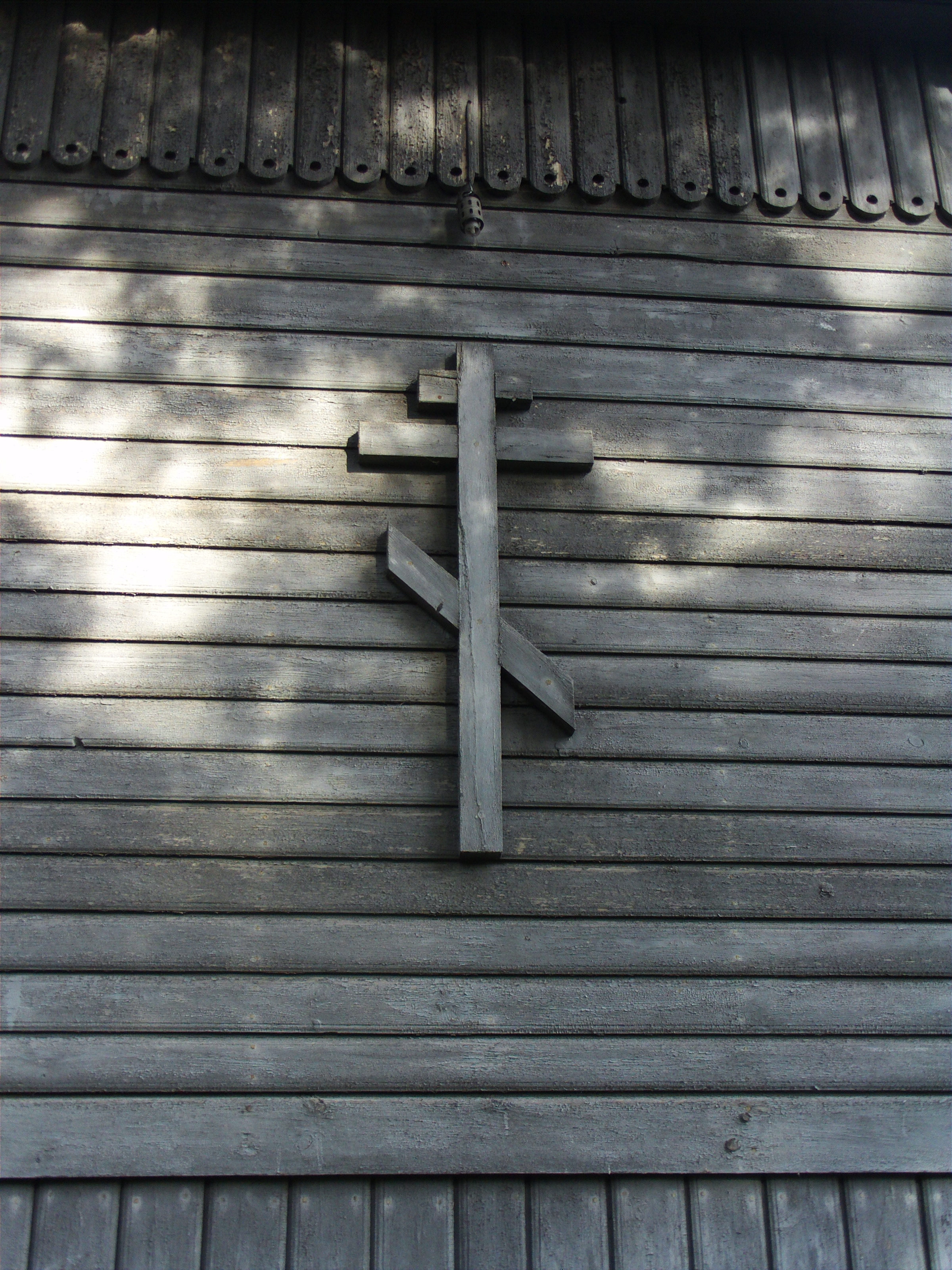
Krzyż na ścianie cerkwi